# Phintella dentis
Espèce
Phintella dentis est une espèce d'araignées aranéomorphes de la famille des Salticidae.

## Distribution
Cette espèce est endémique du Karnāṭaka en Inde,. Elle se rencontre dans le district de Shimoga.

## Description
Le mâle holotype mesure 4,26 mm et la femelle paratype 4,63 mm.

## Systématique et taxinomie
Cette espèce a été décrite par Sudhin, Caleb et Sen en 2024.

## Publication originale
- Sudhin, Caleb & Sen, 2024 : « Additions to the knowledge on the genus Phintella Strand, 1906 (Araneae, Salticidae, Chrysillini) from India. » Zoosystematics and Evolution, vol. 100, no 1, p. 31-48 (texte intégral).